# رومبا

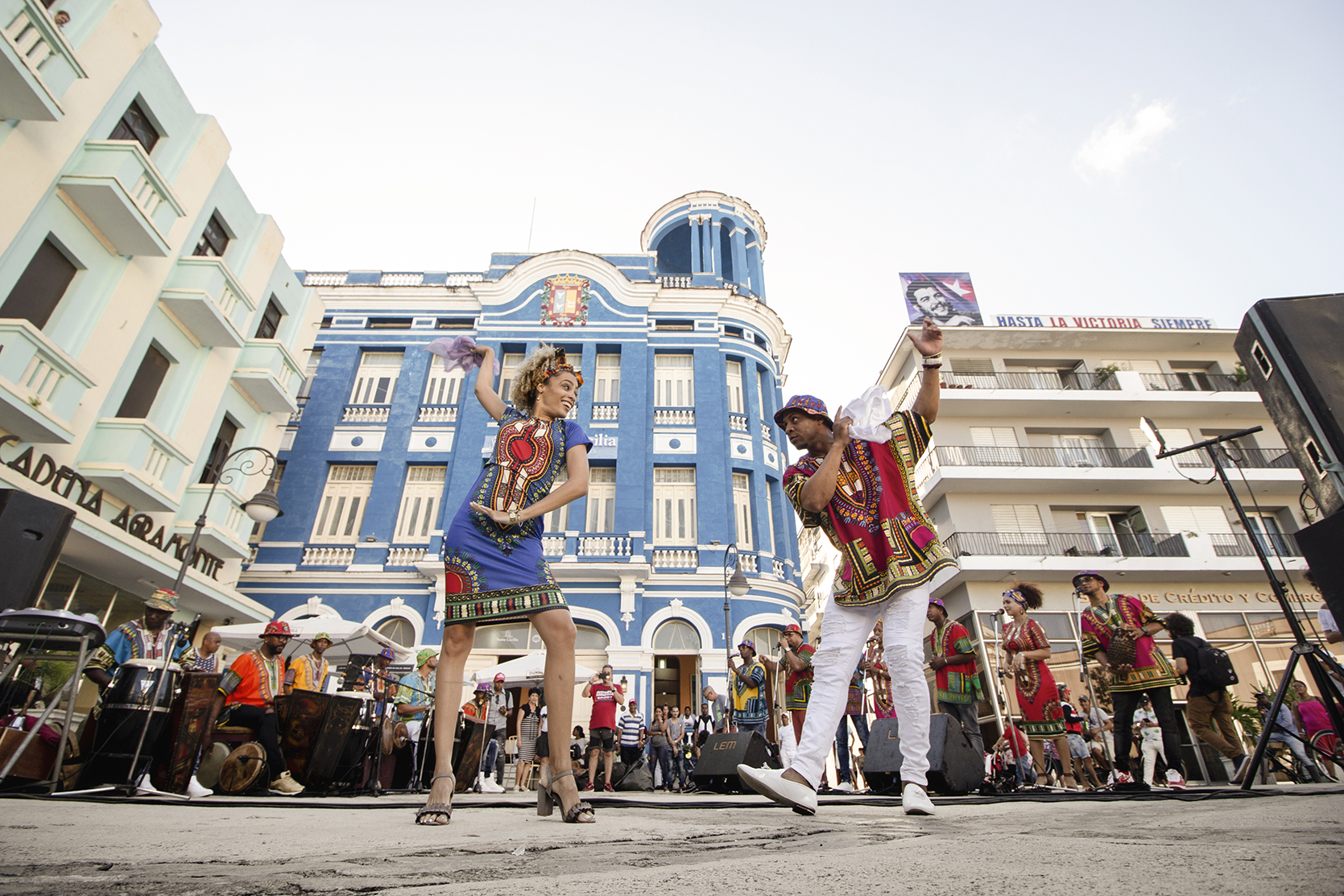
سبک‌های موسیقی رومبا

رومبا اشاره به دسته‌ای از سبک‌های موسیقی غیرمرتبط اشاره دارد. این واژه در شمال کوبا مترادف با جشن و از اواخر قرن ۱۹ میلادی با مجموعه‌ای از سبک‌های کوبایی مترادف است. از اوائل قرن بیستم میلادی این عبارت در کشورهای مختلف برای سبک‌های موسیقی متفاوتی که ریشه‌ای از رومبای کوبایی دارند استفاده می‌شود.

## رومبا در کوبا
طی نیمهٔ دوم قرن ۱۹ میلادی تعدادی سبک موسیقی آزادِ رقص محور توسط کارگران آفریقایی-کوبایی در هاوانا و ماتانزاس ایجاد شد. این سبک‌ها بعدتر به عنوان رومبا در نظر گرفته شدند. واژه‌ای که به معنای جشن است. سه سبک سنتی رومبا، یامبو، گوآنکو و کلمبیا هر کدام مشخصه‌های متفاوتی از ریتم، رقص و ترانه دارند. همچنین سبک خام فولکلوریک و شاخه‌های جدید از اواسط قرن بیستم میلادی مانند بَتا-رومبا معرفی شده‌اند.

## رومبا در آمریکای شمالی
در ایالات متحده آمریکا واژه رومبا (Rhumba - انگلیسی شده Rumba) از دهه ۲۰ میلادی اشاره به موسیقی بالروم با زمینهٔ آفریقایی-کوبایی دارد. این موسیقی از سبک سُن کوبانو الهام گرفته شده درحالیکه از لحاظ ریتم و تجهیزات، ارتباطی با رومبای کوبایی ندارد. در دهه ۳۰ میلادی، این سبک با انتشار موفق "The Peanut Vendor" معرفی گردید. رقص رومبا بر پایهٔ سبک بالرو-سنُ در ساحل شرقی آمریکا اجرا شد. امروزه دو نوع از رقص رومبا در آمریکا وجود دارد: سبک آمریکایی و سبک بین‌المللی.
طی دهه‌های ۴۰ و ۵۰ میلادی، شرکت‌های فیلمسازی آمریکایی و مکزیکی، کاربرد واژه رومبا راه به فیلم‌های سبک رومبرا گسترش دادند. در واقع واژه رومبرا اشاره به بازیگران زن، خوانندگان، بالرین‌های مکزیکی و کوبایی در فیلم‌ها داشت.
در دهه ۷۰ میلادی با استقبال از سبک رقص و موسیقی سالسا در آمریکا، نواهای ریتمیک رومبای کوبایی در کنار سبک سُن کوبانو، شهرت یافت. مانند سالسا، رقص رومبا با موسیقی سالسا انجام می‌شد. در اواخر قرن بیستم، رقص رومبا با موسیقی پاپ و جَز اجرا می‌شد.

## رومبا در اسپانیا
در اسپانیا واژه رومبا در قرن بیستم، تحت عنوان رومبا فلامنکو بخشی از دسته‌بندی‌های فلامنکو معرفی گردید. رومبا در اسپانیا بخشی از موسیقی با ریشه‌های لاتین دسته‌بندی می‌شود. همچنین فلامنکو مخصوصاً آواز آن، خود تحت تأثیر رومبای کوبایی است. اگرچه موسیقیدانان رومبا فلامنکو را مشتق شده از رومبای کوبایی نمی‌دانند و آن را زیرشاخه‌ای از سبک گوآراچا، سبک موسیقی تند از هاوانا، می‌دانند. واژه رومبا برای غیر از رومبا فلامنکو، یه سایر سبک‌های آفریقایی-کوبایی مانند گالسین رومبا استفاده می‌شود.
در دهه ۵۰ هنرمندانی مانند پِرِت، سبکی با استفاده از رومبا فلامنکو، پاپ و موسیقی جیپسی ارائه کردند که رومبا کاتالان نامگذاری شد. در دهه ۸۰ این سبک توسط جیپسی کینگز به صورت جهانی معرفی گردید.
سبک تکنو-رومبا در دهه ۹۰ میلادی معرفی شد و از دهه اول قرن بیست‌ویکم رومبا در اسپانیا اشاره به مشتقات کاتالان رومبا با هیپ‌هاپ و راک دارد.

## رومبا در کلمبیا
در دهه‌های ۳۰ و ۴۰ میلادی در کلمبیا، هنرمندانی با ترکیب سبک بامباکو (سبک سنتی کلمبیا) و سبک‌های آفریقایی-کوبایی، سبک رومبا کریویا را ارائه دادند.

## رومبا در آفریقا
در دهه‌های ۳۰ و ۴۰ میلادی، گروه‌هایی با سبک آفریقایی-کوبایی مورد توجه قرار گرفتند. یکی از گروه‌های محلی که تلاش کرد سبک کوبایی را شبیه‌سازی کند سبک‌های کُنگولِس رومبا و رومبا لینگالا را پایه‌گذاری کرد که به رومبا در آفریقا معروف شد درحالیکه هیچ ارتباطی با رومبای کوبایی نداشت. در دهه ۸۰ میلادی، کُنگولِس رومبا آفریقای مرکزی شهرت یافت و موسیقی در شرق و غرب آفریقا را تحت تأثیر قرار داد. زیرشاخه‌ای تندتری از آن در اواخر دهه ۶۰ میلادی به نام سوکوس (با ریشه فرانسوی  secouer به معنای تکان دادن) معرفی شد که اغلب به واژه رومبا اشاره می‌داشت.